# SAP HANA
HANA는 SAP의 인메모리 데이터베이스 플랫폼이다.

## 제품명
SAP 창업자인 플래트너 회장 이름을 딴 '하소 플래트너의 새 구조'(HAsso Plattner's New Architecture)나 'High Performance ANalytic Appliance'의 약어 등으로 알려졌고, 한국어로 DB와 처리장치를 하나로 합쳤다는 뜻도 있으나, 공식적으로는 약어가 아니다.

## 역사
SAP HANA의 초기 개발 기간 중에 수많은 기술이 SAP SE에 의해 개발되거나 인수되었다. 여기에는 TREX 검색 엔진(인메모리 데이터베이스 컬럼 지향 검색 엔진), P*TIME(인메모리 온라인 트랜잭션 처리/OLTP 플랫폼 - 2005년에 SAP이 인수), 인메모리 라이브캐시 엔진을 갖춘 MaxDB 등이 포함된다.
이 플랫폼의 최초의 주요 데모는 2011년에 있었다. SAP SE, 하쏘 플래트너 인스티튜트, 스탠퍼드 대학교는 HYRISE라는 이름을 사용한 실시간 분석 및 애그리게이션을 위한 애플리케이션 아키텍처를 시연했다.
최초 제품은 2010년 11월 말에 출하되었다. 연구 엔진은 나중에 2013년 오픈 소스로 출시되었다.

## 같이 보기
- 데이터베이스 관리 시스템